# اس‌کی برادبند
اس‌کی برادبند (انگلیسی: SK Broadband) شرکت فناوری اطلاعات کره‌ای است، که در سال ۱۹۹۷ تأسیس شد.